# Das letzte Recht
Das letzte Recht ist eine historische Novelle von Wilhelm Raabe, die im Februar 1862 entstand und im selben Jahr in Westermann’s illustrirten deutschen Monats-Heften erschien. Die Buchausgabe kam 1865 bei Otto Janke in Berlin innerhalb der Sammlung Ferne Stimmen heraus. Nachauflagen hat Raabe 1875, 1896, 1901 und 1905 erlebt. Meyen nennt zwei Besprechungen aus den Jahren 1961 sowie 1962 und gibt zwölf Ausgaben an.
Zwar bekommen der Scharfrichter Wolf Scheffer und der ehemalige Zinsmeister Christian Jakob Heyliger von den Menschen Recht, doch das letzte Recht spricht ihnen Gott.

## Inhalt
In Rothenburg im Tal verbreitet der neue Scharfrichter Wolf Scheffer um 1704 nicht nur durch seine erbarmungslose Amtsausübung Angst und Schrecken. Der 1670 geborene Meister vom Schwert pocht in dem Städtchen im Südwesten Deutschlands bei jeder Gelegenheit auf seine verbrieften Rechte. Henker Scheffer bewohnt die Scharfrichterei auf dem Herrenberg. In der Nachbarschaft liegen, hoch über Rothenburg und ebenso abgelegen, die Silberburg und auf der Römerhöhe der Wartturm Luginsland. Die heruntergekommene Silberburg bewohnt der reiche alte Heyliger zusammen mit seiner Tochter Laurentia. Friedrich Martin Kindler haust als Wächter auf dem Wartturm zusammen mit seinem Sohn Georg, dem schwarzen Jürg. Georg ist als armer Invalide aus dem Franzosenkrieg heimgekehrt. Einst war der alte Kindler Herr auf der Silberburg gewesen. Doch ein Urteil des Reichskammergerichts zu Regensburg vom 1. April 1675 hatte dem Zinsmeister recht gegeben und den sozialen Abstieg Kindlers zum Stadtsoldaten vorgezeichnet.
Die Mütter Georgs und Laurentias waren beide jeweils kurz nach der Geburt ihrer einzigen Kinder gestorben.
Georg schämt sich seiner erheblichen Kriegsverletzung und möchte am liebsten keinem Rothenburger begegnen. So sucht er Laurentia, die Geliebte, des Nachts auf einer moosigen Steinbank hinter Gestrüpp in verwilderten Garten der Silberburg auf. Laurentia sieht nicht, wie die Zwietracht der Väter überwunden werden kann. Georg ist für einen rigorosen Neubeginn.
Auf seinen nächtlichen Streifzügen kann Georg den Mitmenschen freilich nicht ganz ausweichen. Sein Todfeind, der Henker Scheffer, umschleicht die Silberburg. Georg war mit Scheffer im Krieg aneinandergeraten und hatte dem Gegner ein Auge ausgeschlagen.
Der alte Heyliger – auf der Silberburg inmitten seiner Geldsäcke – glaubt sich lange schon von Mördern und Dieben umstellt. Die Manie nimmt ein böses Ende. Der reiche alte Mann wird auf dem Dachboden erhängt aufgefunden.
Ein Sturm hat das Dach der Scharfrichterei abgedeckt. Der Henker Scheffer fordert und bekommt von der Stadt Rothenburg sein Recht. Als Scheffer 1703 aus dem Krieg heimgekommen war, hatte er unter den Papieren des 1695 verstorbenen Vaters Traugott Scheffer ein Dokument entdeckt, das ihn zum Besitzer der Silberburg macht. Der Vater Traugott, Kaiserlicher Kammergerichtssekretarius, hatte das Recht an Heyliger 1675 in Regensburg teuer verkauft. Zwar besitzt der dreißig Jahre alte Vertrag keine Rechtskraft, doch der Henker ergattert die gewaltigen Reichtümer des Selbstmörders Heyliger trotz allem. Das erhaltene Recht bringt dem Henker kein Glück. Wolf Scheffer wird von der einstürzenden Silberburg erschlagen. Georg hatte Laurentia zuvor noch rechtzeitig  auf den Wartturm gerettet. Dort oben segnet der alte Kindler die Verbindung Georgs mit der Tochter seines Feindes. Der Rat der Stadt Rothenburg erkennt den alten Kindler einstimmig als Besitzer des Schutthaufens Silberburg an. Vater Kindler stirbt. Georg gräbt die Geldsäcke aus und wird über Nacht reich. Mit seiner Frau Laurentia zieht er nach Linz. Die Ehe wird mit „Bübchen und Mädeln“ gesegnet.

## Zitat
- Laurentia zu Georg auf der Bank: „Ich habe nur dich! Liebe mich, liebe mich, halte mich, daß ich nicht vergehe!“[6]

## Ausgaben

### Erstausgabe
- Ferne Stimmen. Erzählungen von Wilhelm Raabe. 306 Seiten. Otto Janke, Berlin 1873 (enthält: Die schwarze Galeere. Eine Grabrede aus dem Jahre 1609. Das letzte Recht. Holunderblüte)

### Verwendete Ausgabe
- Das letzte Recht. Eine Novelle. S. 5–58. Mit einem Anhang, verfasst von Karl Hoppe, S. 407–429 in Karl Hoppe (Bearb.), Hans Oppermann (Bearb.), Hans Plischke (Bearb.): Erzählungen. Das letzte Recht. Eine Grabrede aus dem Jahre 1609. Holunderblüte. Die Hämelschen Kinder. Else von der Tanne. Keltische Knochen. Drei Federn.  Vandenhoeck & Ruprecht, Göttingen 1974. Bd. 9.1 (2. Aufl., besorgt von Karl Hoppe und Rosemarie Schillemeit), ISBN 3-525-20118-4 in Karl Hoppe (Hrsg.), Jost Schillemeit (Hrsg.), Hans Oppermann (Hrsg.), Kurt Schreinert (Hrsg.): Wilhelm Raabe. Sämtliche Werke. Braunschweiger Ausgabe. 24 Bde.

## Anmerkung
1. ↑  Hoppe vermutet unter anderem, Raabe habe Rottenburg am Neckar als Vorbild für den Ort der Handlung erwählt (Hoppe in der verwendeten Ausgabe, S. 426, 3. Z.v.o.).